# Herward Wieck
Herward Wieck (* 7. Februar 1935) ist ein ehemaliger deutscher Handballspieler und Handballtrainer.

## Werdegang
Herward Wieck spielte beim MTV Itzehoe, mit dem er 1964 Schleswig-Holsteinischer Landesmeister wurde. Nach dem Ende seiner Spielerkarriere war er als Trainer tätig. Mit der Bramstedter TS gelang ihm der Aufstieg in die Oberliga, den VfL Bad Schwartau führte er in die Regionalliga. 1981 verpflichtete ihn Heinz Jacobsen, den Wieck durch seine Tätigkeit als Landestrainer beim Handballverband Schleswig-Holstein kannte, als Trainer für den Bundesligisten THW Kiel. Dort war er schon vor Saisonbeginn der Kritik der Zuschauer ausgesetzt, die die Entlassung seines Vorgängers Marinko Andrić nicht verstanden. Weil Wieck auch weiterhin als Reprofotograf bei der Druckerei Gruner + Jahr arbeitete, pendelte er ständig zwischen Itzehoe und Kiel. Aufgrund dieser Belastung war er nach einer Saison bereit, freiwillig auf den Trainerposten zu verzichten, als mit Jóhann Ingi Gunnarsson ein neuer Trainer gefunden wurde, obwohl er mit Jacobsen eigentlich eine dreijährige Tätigkeit bei den Zebras vereinbart hatte.